# Geniséa
Geniséa, en grec moderne : Γενισέα, est une ville du dème d'Abdère, de Macédoine-Orientale-et-Thrace, en Grèce. Elle est le siège du dème d'Abdère.
Selon le recensement de 2011, la population de Geniséa compte 1 473 habitants. 
La ville de Geniséa faisait partie de l'empire ottoman de 1478 à 1912 sous le nom de Yenice, et plus précisément Yenice-i Karasu (d'après le nom turc du fleuve Mesta) pour la distinguer de Yenice-i Vardar, l'actuelle Giannitsá.
Sous l'appellation « Yenidje » ou « Yenidze », Geniséa était célèbre pour son tabac supérieur d'Orient, convenant particulièrement aux cigarettes. Elle donna son nom à l'immeuble de la manufacture de tabac Yenidze de Dresde et à la compagnie britannique Yenidje Tobacco (en).